# マファルディーネ
マファルディーネ(Mafaldine)は、リボンの形のパスタの一種である。イタリア語で「小さな女王」を意味するレジネッテ(reginette)または単にマファルダ(mafalda)とも呼ばれる。

## 歴史
ナポリ地域が発祥で、かつてはフェットゥチーネ・リッチェ(fettuccelle ricce)と呼ばれていた。マファルディーネという名前は、1902年のマファルダ・ディ・サヴォイアの誕生を記念したものである（そのため、別名を「小さな女王」という）。
リングイネやフェットゥチーネ等のリボンの形のパスタと同じように作る。平たく幅広のパスタで、通常幅は約1cmであり、幅の両側は波状に、また両端は丸く巻かれており、この特徴は調理後もはっきり残る。

## トリポリーネ
トリポリーネは、マファルディーネに似たリボンの形のパスタ麺である。片側が隆起して全体的に厚く、焼き料理に良く用いられる。
このパスタの形はカンパニア州が起源で、ここでの伝承によると、ナポリでヴィットーリオ・エマヌエーレ2世を記念して作られたと言われる。
1930年代、w:Fascist Italyは、アフリカの領土であるトリポリ（トリポリーネ）、ベンガジ(bengazine)、アッサブ(assabesi)、アビシニア(abissine)を想起させる新しいパスタを作ることで、植民地帝国を祝った。